# 渾台吉
渾台吉，是蒙古王族中的头衔。
根据蒙古传統，蒙古大汗无权任命继承人，继承人由忽里勒台选举产生，这个选出的继承人被立为皇储。最初可汗的继承人只适用于成吉思汗后人。元朝的忽必烈废止了这个传统，任命次子真金为皇太子，「渾台吉」是蒙古語对汉语皇太子的借詞。此后蒙古储君会被授予浑台吉的头衔，蒙古语中便用该词代指皇储。
1630年左右，第五世达赖喇嘛授予准噶尔君主“巴图尔珲台吉”的头衔，后来的准噶尔君主皆自称浑台吉。此后，由于准噶尔部的日益崛起，浑台吉的称号地位也逐渐提高，其地位与可汗可以平起平坐，因此清方史料皆称准噶尔君主为“准噶尔汗”。
后金皇太极本名与此头衔相关。青海蒙古罗卜藏丹津也曾在造反时称达赖渾台吉。